# Paulo Fernando Craveiro
Paulo Fernando Craveiro (Monteiro, 11 de agosto de 1934) é escritor, jornalista, cronista e crítico de arte brasileiro.

## Biografia
Filho de Alfredo Craveiro Costa Leite (advogado, promotor de justiça, poeta e jornalista) e Maria José Niceas Leite, Paulo Fernando Craveiro nasceu em 11 de agosto de 1934 em Alagoa do Monteiro, hoje município de Monteiro, na Paraíba. Quando tinha apenas três meses de idade foi, com a família, morar no Recife, Pernambuco. Estudou na Faculdade de Direito do Recife. Fez curso de estilo literário na Faculdade de Filosofia da Universidad de Madrid, ganhou o Prêmio de Jornalismo Carlos Septien, criado pelo Instituto de Cultura Hispânica de Madri, frequentou aulas de teoria política na George Washington University e aperfeiçoou-se em jornalismo na Thomson Foundation, no País de Gales.
Começou sua carreira profissional como locutor de rádio, depois de tirar primeiro lugar, aos 15 anos de idade, em concurso instituído antes da inauguração da Rádio Tamandaré, do Recife, pertencente à rede de Emissoras Associadas. 
Durante carreira jornalística na televisão, apresentou o programa Um Homem Chamado Notícia, na TV Jornal, com um foco interpretativo do que estava acontecendo no Brasil e no mundo. Encerrava o noticiário dirigindo-se sempre aos telespectadores de forma lacônica para ensejar, enquanto rasgava o papel em que havia recém lido as notícias, a famosa frase de despedida: "pernas pro ar, que ninguém é de ferro!", uma genuína expressão do caráter brasileiro, aplicada no sentido de sintetizar principalmente o fato de que nem sempre se pode trazer boas notícias. 
Na mídia escrita, inicialmente, redigiu artigos de crítica cinematográfica. Desenvolveu, posteriormente, uma extensa carreira no jornalismo brasileiro e foi correspondente em vários países. No Jornal do Commercio, do Recife, e no Diário de Pernambuco, percorreu uma escala de atividades que foi de repórter a editor internacional, de editorialista a colunista e cronista diário.
Convidado para o cargo de secretário de Estado da Casa Civil do Estado de Pernambuco, na época do governo de Nilo Coelho (1967-1971), conduziu a visita da Rainha da Inglaterra, Elizabeth II, e do Príncipe Phillip. Curiosamente, enquanto os representantes britânicos estavam sendo recepcionados no Palácio do Campo das Princesas, sede administrativa do  governo de Pernambuco, ao passar Elizabeth II para o salão de banquete, onde se encontravam autoridades e membros da comunidade do Reino Unido, a rainha foi surpreendida pela falta de luz. Não se abalou, entretanto. Ela permaneceu no local, afirmando: "Não há problema. Isso também acontece na minha terra". Como a volta da energia elétrica demorava, o secretário muniu-se de um candelabro de velas e continuou as apresentações. Essa cena redefiniu todo o cerimonial e integração interpessoal entre as personalidades brasileiras e britânicas na passagem da soberana britânica.
Como jornalista Craveiro viajou por muitos países inúmeras vezes. Graças à experiência, transmitiu sua  visão do mundo através de crônicas e textos jornalísticos. Como autor de livros, prosador e poeta, fez  outras viagens, atemporais e imaginárias, atravessando a ponte literária que une ficção e realidade.

## Livros
Com a autoria de doze livros, Craveiro apresenta conteúdo literário com variantes entre poesia, crônicas, contos, narrativas e romances. A forma concisa elabora-se através de interpretações e experiências dos próprios leitores:
| Capa | Título                   | Ano         | Categoria |
| ---- | ------------------------ | ----------- | --------- |
|      | O Homem Só               | 1959        | Crônica   |
|      | Prefácio da Cidade       | 1961        | Crônica   |
|      | A Mulher no Silêncio     | 1964        | Crônica   |
|      | A Voz Escrita            | 1968        | Poesia    |
|      | A Fábula da Guerra       | 1970        | Crônica   |
|      | O Pintor de Fêmeas       | 1976 e 1977 | Poesia    |
|      | As Sandálias do Tempo    | 1978        | Crônica   |
|      | Prefácio da Cidade       | 1991        | Crônica   |
|      | Os Olhos Azuis da Sombra | 2004        | Romance   |
|      | O Último Dia do Corpo    | 2005        | Romance   |
|      | Pássaro Feito de Pó      | 2007        | Crônica   |
|      | Boa Terra de Ódios       | 2007        | Romance   |
|      | O Boneco Íntimo          | 2009        | Romance   |

## Músicas
A proximidade com as letras e expressividade com a palavra falada e escrita encaminharam-no como parceiro letrista de compositores musicais famosos: 
- Lourenço da Fonseca Barbosa (o Capiba): Faça de Conta - samba, 1962, selo Mocambo/Rozenblit.
- Cussy de Almeida: Ave-Maria - peça erudita, 1971, selo Instituto Cultural Bandepe; Canção do Astronauta - peça popular, 1972.

## Homenagens
- Pelo trabalho de intercâmbio cultural luso-brasileiro, foi distinguido com a Grã-Cruz da Ordem do Infante Dom Henrique, do Governo de Portugal.
- Por serviços culturais prestados a Pernambuco, recebeu a Medalha do Mérito Cultural (classe ouro) do Estado de Pernambuco.
- O Instituto Joaquim Nabuco de Pesquisas Sociais (posteriormente transformado em fundação - FUNDAJ), fundado por Gilberto Freyre, concedeu-lhe a Medalha Joaquim Nabuco.